# Monika Banaś
Monika Aldona Banaś (ur. 1977) – polska politolożka, doktor habilitowany.

## Życiorys
Studiowała zarządzanie oraz filologię szwedzką. Tytuł magistra filologii szwedzkiej otrzymała w 1994 roku na Uniwersytecie Jagiellońskim. Uzyskała stopień doktora nauk humanistycznych (nauki o zarządzaniu) na Uniwersytecie Jagiellońskim w 2002 roku, obecnie na stanowisku profesora uczelni. Habilitowała się w dziedzinie nauk humanistycznych (nauki polityczne) w 2012 roku na Uniwersytecie Jagiellońskim. Jest zatrudniona na Uniwersytecie Jagiellońskim od października 2002 roku. Pracuje w Zakładzie Badań nad Społeczeństwami Wielokulturowymi w Katedrze Teorii i Badań Relacji Wielokulturowych w Instytucie Studiów Międzynarodowych Wydziału Studiów Międzynarodowych i Politycznych Uniwersytetu Jagiellońskiego w Krakowie na stanowisku profesora uczelni. Była dyrektorką tegoż Instytutu Studiów Międzynarodowych od 2012 do 2020 roku.

## Dorobek naukowy
Zajmuje się relacjami kultury i polityki, kobietami w polityce, procesami migracyjnymi, integracyjnymi i dezintegracyjnymi w Europie. Specjalizuje się w kulturze krajów nordyckich. Opublikowała rozdziały w pracy pt. Universities and Non-Governmental Organisations.